# 朱克语
朱克语(Juk/Suai/Souei/Xuay)是一种孟高棉语族巴拿语支语言，分布在老挝塞公省。据Sidwell (2003)，它可能是吉卢语的一种北部方言。
朱克语是被泰国语言学家赛若芬发现的。朱克语使用者生活在Ban Nyôkthông村，位于Ban Kafe以北约12 km 处，大约在Tateng和Sekong半路。